# 長浜駅

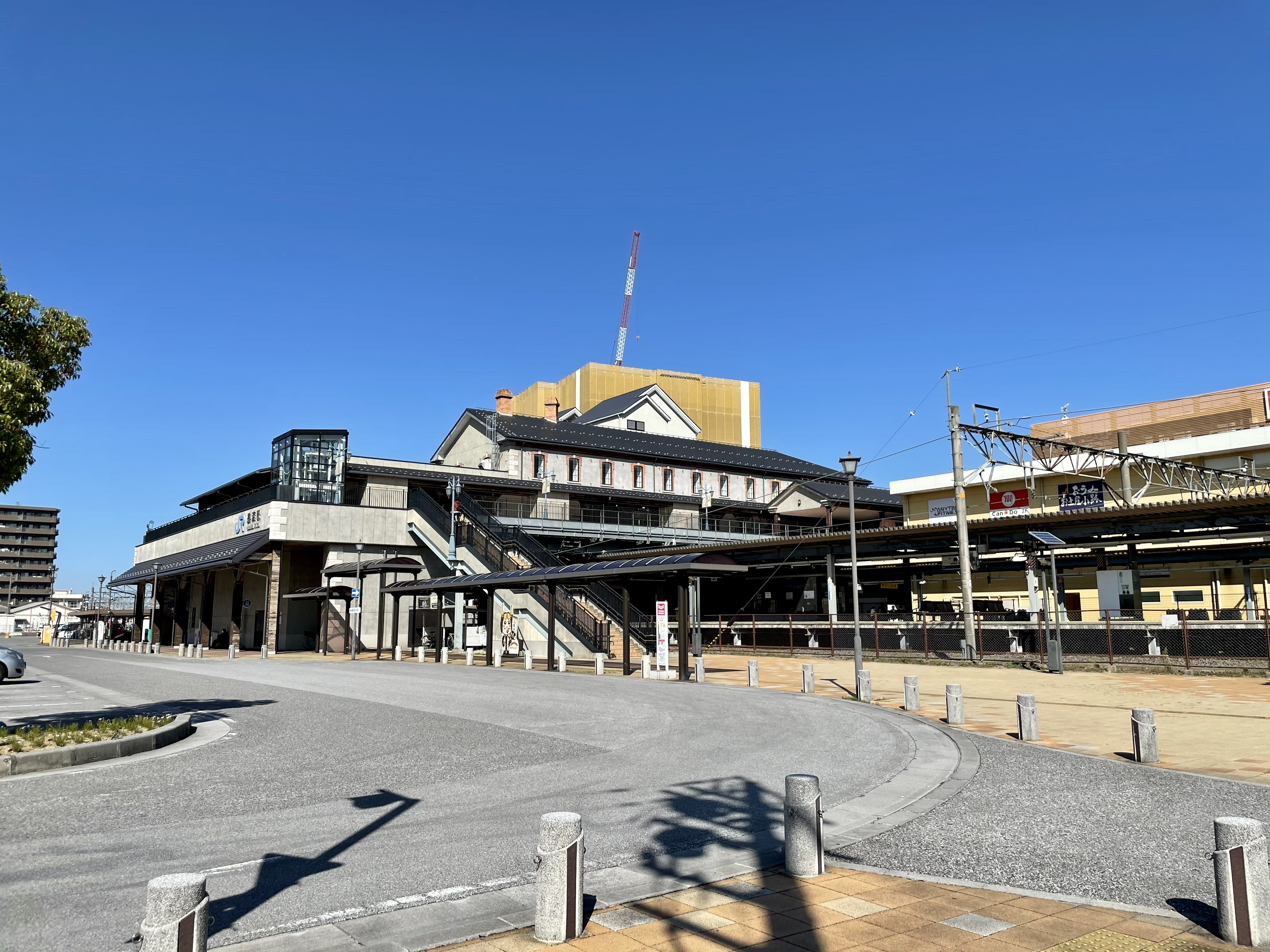
西口（2020年10月）

長浜駅（ながはまえき）は、滋賀県長浜市北船町にある西日本旅客鉄道（JR西日本）北陸本線の駅である。駅番号はJR-A09。

## 概要
長浜市の代表駅であり、近畿統括本部に所属する。第2回近畿の駅百選に選定されている。
北陸本線に属するが、1991年（平成3年）9月14日の田村駅 - 当駅間の直流化、さらには2006年（平成18年）10月21日の敦賀駅までの直流化により停車する列車の多くが京都・大阪方面に直通している。また、当駅 - 米原駅間は東海道本線米原駅 - 京都駅間と合わせ、愛称である「琵琶湖線」の区間に含まれている。
現在の駅舎は2006年の敦賀駅までの直流化に合わせて完成した橋上駅舎で、初代駅舎をモチーフにデザインされている。なお、1903年まで供用されていた初代駅舎は長浜鉄道スクエアの施設として保存されている。

## 歴史

### 琵琶湖水運との接続駅
明治初頭、東京と神戸を結ぶ鉄道路線を敷設するにあたり、名古屋と京都の間は関ケ原を通る中山道ルートに決められたが、その際に滋賀県内では琵琶湖の水運を代替として、建設を猶予する指針が立てられた。
そのため、湖に面した港町に水運と鉄道の接続駅を設けることになり、京都・大阪方面で1880年（明治13年）に大津駅（初代）が開業した後、岐阜・名古屋方面と敦賀方面の分岐点として、開設が決められたのが長浜駅であった。鉄道は長浜を始点として、まずは岐阜へ向かう路線が着工された。
それと並行して日本海沿岸の水運の拠点だった敦賀と京都を結ぶ鉄道も計画された。これも東西幹線と同じように、暫定的に琵琶湖水運を活用する形で、長浜駅を始点として敦賀を目指す形で着工された。鉄道連絡船（太湖汽船）は1882年（明治15年）に運航を開始した。
敦賀行きの路線が先に開業し、これが当駅の創始となった。当時の駅舎は現存しており、日本最古の鉄道駅舎として1958年（昭和33年）10月14日に鉄道記念物に指定され、「旧長浜駅舎鉄道資料館」として公開されている。
後に、岐阜方面へ向かう路線も開業して当駅は鉄道の結束点となり、1889年（明治22年）4月16日からのおよそ3か月間は、岐阜以東を東海道経由にルートを変更して新橋駅 - 長浜駅間・大津駅 - 神戸駅間が完成した東西幹線（後の東海道本線）の中継を担う存在となった。しかし同年7月1日、岐阜側と敦賀側の鉄道分岐点として米原駅が建設されたほか、分岐点（後に深谷駅）から米原駅を経て馬場駅（後の膳所駅）に至る湖東線が開業したことから、当駅は陸運と水運の接続点としての役目を終え、若狭や北陸へ向かう路線（後の北陸本線）の中間駅となった。

### 直流電化の終端
北陸本線は1957年（昭和32年）10月1日に田村駅 - 敦賀駅間が交流電化され、1962年（昭和37年）12月28日の米原駅 - 田村駅間直流電化とともに坂田駅 - 田村駅間が交直電化の境目（デッドセクション）となった。
1991年（平成3年）9月14日、東海道本線に設定されている新快速の乗り入れのために坂田駅 - 当駅間が直流電化され、デッドセクションが当駅の北側に移動し、これによって当駅はアーバンネットワークの東端駅と位置づけられるようになった。
2006年（平成18年）には新快速の敦賀駅への乗り入れを目的として、デッドセクションが敦賀駅の北側、北陸トンネルの手前に移されている。ただし、その後も当駅発着の列車は残っている。

### 年表
- 1882年（明治15年）3月10日：官設鉄道の当駅 - 柳ヶ瀬駅間開業に伴い、一般駅として開業[18]。
- 1883年（明治16年）5月1日：関ケ原駅から春照駅経由で当駅までの路線が開業[1][19][20]。
- 1884年（明治17年）
  - 4月16日：柳ヶ瀬トンネルの完成に伴い（同年3月30日に完成）[21]、当駅 - 金ヶ崎駅間が開業[10][22]。
  - 5月15日：日本初となる鉄道連絡船が、太湖汽船（現・琵琶湖汽船）の運航により大津港 - 長浜港間で就航[8]。
- 1889年（明治22年）
  - 4月16日：静岡駅 - 浜松駅間の開業に伴い、新橋駅（後の汐留駅） - 当駅間を結ぶ直通列車の運行を開始[12]。
  - 7月1日：分岐点（後の深谷駅）から米原駅経由で馬場駅（現・膳所駅）へ向かう路線と、当駅から米原駅の間を結ぶ路線が開業[1][23]。分岐点（後の深谷駅） - 当駅間が休止となる[24]。太湖汽船での鉄道連絡が終了[12]。
- 1891年（明治24年）1月12日：深谷駅 - 当駅間が貨物支線として再開する[24]。
- 1895年（明治28年）4月1日：線路名称が制定され、東海道線の所属となる。
- 1899年（明治32年）12月28日：東海道線貨物支線の深谷駅 - 当駅間が廃止される[24][25]。
- 1902年（明治35年）11月1日：線路名称改定により、北陸線の所属となる。
- 1903年（明治36年）1月：新駅舎（2代目）が現在地に完成し使用開始[1]。
- 1909年（明治42年）10月12日：線路名称が制定され、改めて北陸本線の所属となる[26]。
- 1931年（昭和6年）11月15日：ガソリンカー「キハニ36450型」を使用した当駅 - 彦根駅間の区間運転を開始[27]。ディーゼルカーによる小運転は戦時中の休止を挟んで当駅までが直流化される1991年まで続いた。
- 1950年（昭和25年）：新駅舎（三代目）が完成する[1]。
- 1957年（昭和32年）10月1日：当駅を含む田村駅 - 敦賀駅間が電化され[1]、ED70形機関車による電気運転を開始する。
- 1975年（昭和50年）3月10日：山陽新幹線の博多駅までの開業に伴うダイヤ改正に伴い、北陸本線の特急を増発。当駅に特急「加越」が停車するようになる[28]。
- 1981年（昭和56年）8月1日：鉄筋コンクリート造平屋建ての駅舎に改築[29]。
- 1983年（昭和58年）4月5日：初代駅舎を活用した旧長浜駅舎鉄道資料館（現在の長浜鉄道スクエアの一部）が開館[11][30]。
- 1984年（昭和59年）2月1日：貨物（コンテナ・車扱貨物）の取り扱いが廃止され、旅客駅になる[31]。貨物営業末期は、本線を挟んだ駅舎西側に1面1線の貨物ホームが設置されていた。
- 1986年（昭和61年）11月1日：チッキの取り扱いを廃止[31]。
- 1987年（昭和62年）4月1日：国鉄分割民営化により、西日本旅客鉄道（JR西日本）の駅となる[1]。
- 1988年（昭和63年）2月5日：路線愛称の制定により、北陸本線の当駅 - 米原駅間および東海道本線の米原駅 - 京都駅間で「琵琶湖線」の愛称を使用開始[23]。
- 1991年（平成3年）9月14日：坂田駅 - 田村駅間に存在した交直セクションを当駅 - 虎姫駅間に移設（当駅まで直流化）し、新快速の運転区間が当駅まで延長される[32][33][34][35]。併せて当駅の敦賀方に片渡り線を新設し、構内に直流変電所を新設[36]。
- 1995年[37]（平成7年）8月19日：SL北びわこ号の運行を開始[38]、当駅が停車駅となる[37][39]（2021年に運行終了[40][41]）。
- 1998年（平成10年）12月17日：自動改札機を設置し、供用開始[42]。
- 2003年（平成15年）11月1日：「ICOCA」の利用が可能となる[35][43]。
- 2006年（平成18年）
  - 10月14日：バリアフリー対応がなされた橋上駅舎（現駅舎）の使用を開始[6][44]。駅舎の整備とあわせて東西自由通路が新設される。
  - 10月21日：敦賀駅 - 当駅間が直流電化され、新快速の運行が敦賀駅まで延伸される[35][44][45][46][47]。
- 2009年（平成21年）7月1日：JR西日本アーバンネットワーク内における駅構内終日禁煙化に伴い当駅においても終日禁煙となる[35]。
- 2015年（平成27年）3月12日：入線警告音の見直しに伴い、接近メロディ導入[48]。
- 2018年（平成30年）3月17日：駅ナンバリングが導入され、使用を開始[49]。
- 2022年（令和4年）
  - 3月8日：みどりの窓口営業終了[50]。
  - 3月9日[要出典]：みどりの券売機プラス稼働開始。

## 駅構造
単式ホーム1面1線と島式ホーム1面2線、島式ホームの敦賀方(北側)の西側を切り欠いた切欠きホーム1線、合計2面4線のホームを有する地上駅で、橋上駅舎を備える。東側の単式ホームが1番のりば、島式ホームが2・4番のりば、前述の切欠きホーム（4番北側）が3番のりばとなっており、1番のりばが上り本線・2番のりばが下り本線となっている。特急はすべて1・2番のりばに停車（または通過）する。なお、新快速は当駅を境に、敦賀方面は4両編成（近江塩津・敦賀発着の列車）、米原方面は最大で8両編成（当駅発着も4両編成を基本としているが、一部列車は8両編成で運転する）での運用となっている。
直営駅（米原駅の管理の地区駅長配置駅）で、ICOCAおよび相互利用対象ICカードが利用できる。

### のりば
| のりば | 路線     | 方向 | 行先                   | 備考         |
| ------ | -------- | ---- | ---------------------- | ------------ |
| 1      | 北陸本線 | 上り | 米原・京都方面         |              |
| 2      | 北陸本線 | 下り | 木ノ本・敦賀・金沢方面 |              |
| 3      | 北陸本線 | 下り | 木ノ本・敦賀・金沢方面 | 折り返し列車 |
| 4      | 北陸本線 | 上り | 米原・京都方面         | 折り返し列車 |
| 4      | 北陸本線 | 下り | 木ノ本・敦賀・金沢方面 | 一部列車     |

### 旅客設備
- 2階には改札のほかに自動券売機、みどりの券売機プラス、観光案内所が設置されている[5]。また、各ホームには待合室がある[6]。

## ギャラリー

### 駅舎・駅舎内

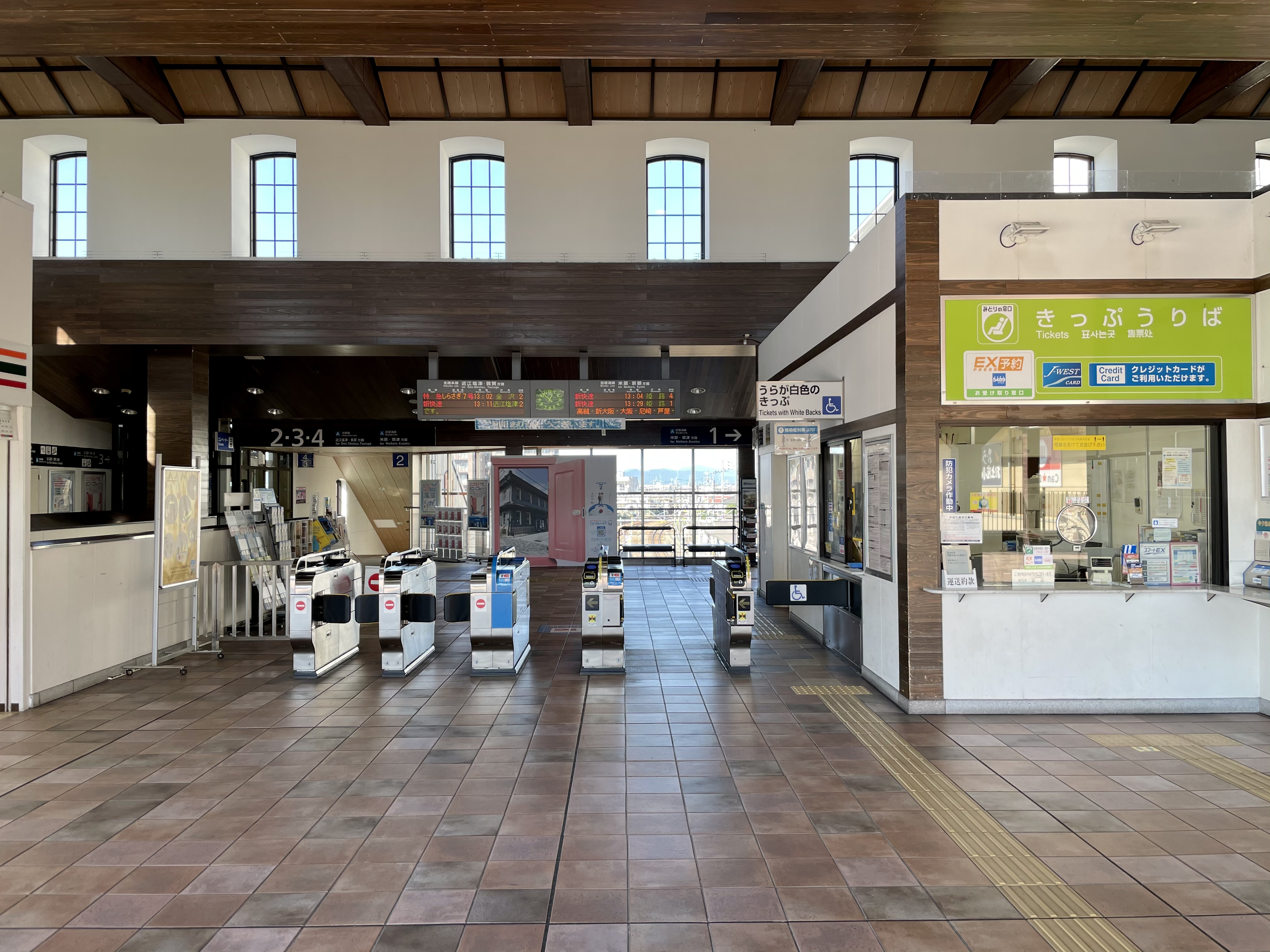
改札口（2020年10月）
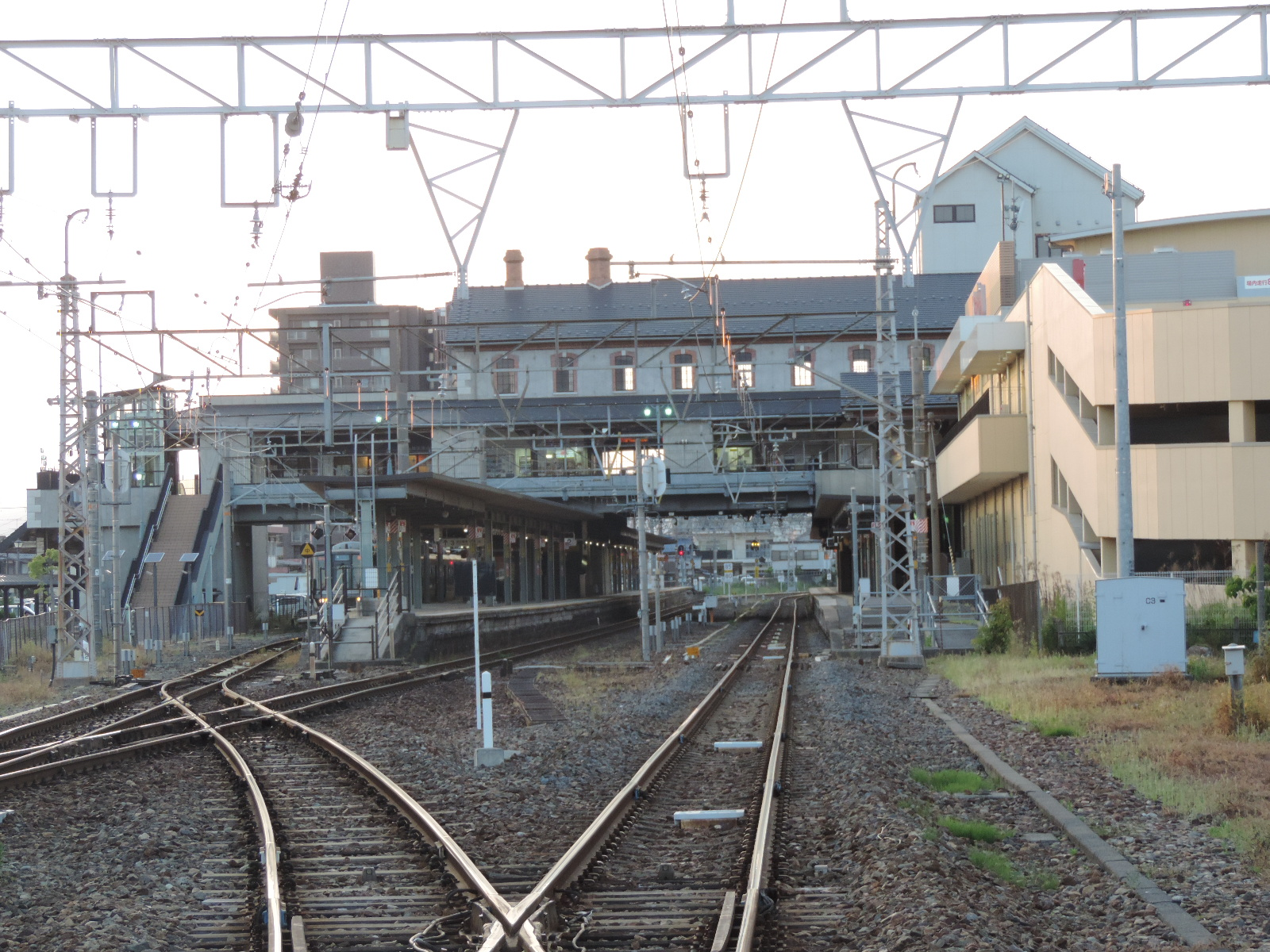
構内（2020年6月）
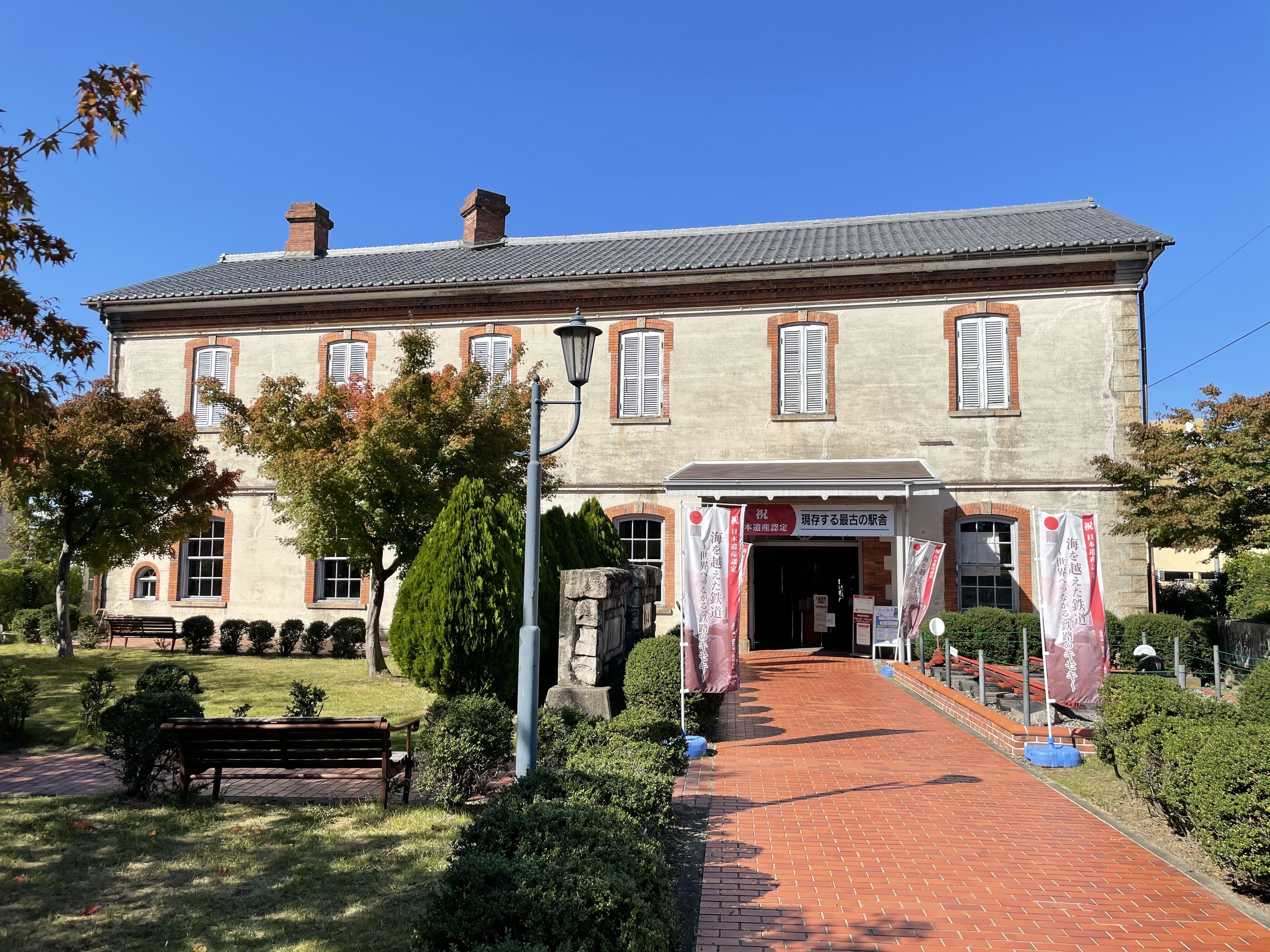
初代駅舎（現：長浜鉄道スクエア）
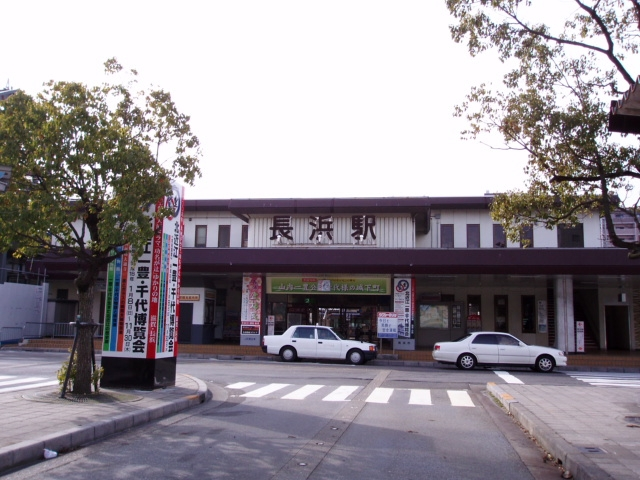
4代目駅舎

### 駅周辺

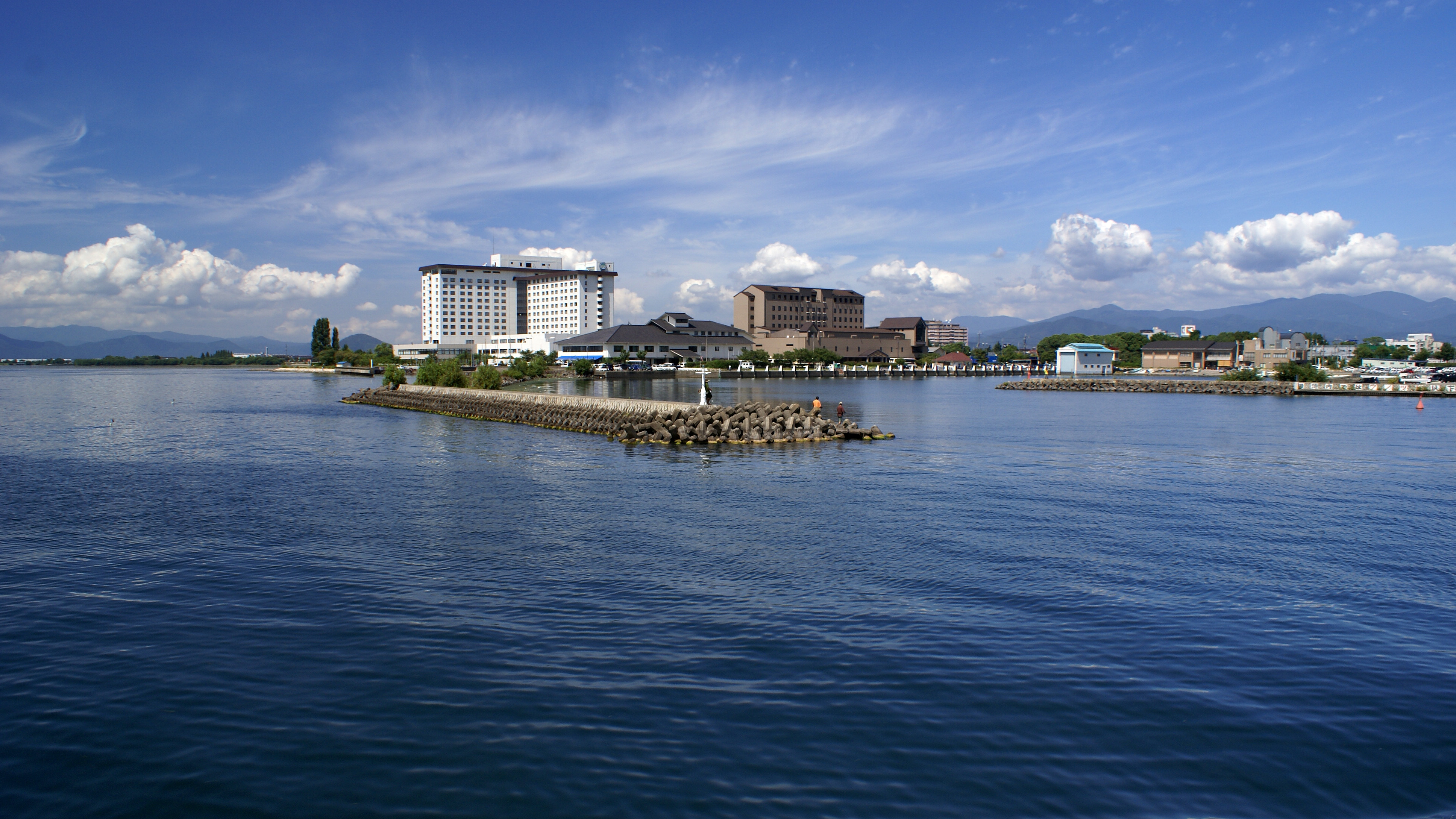
長浜港
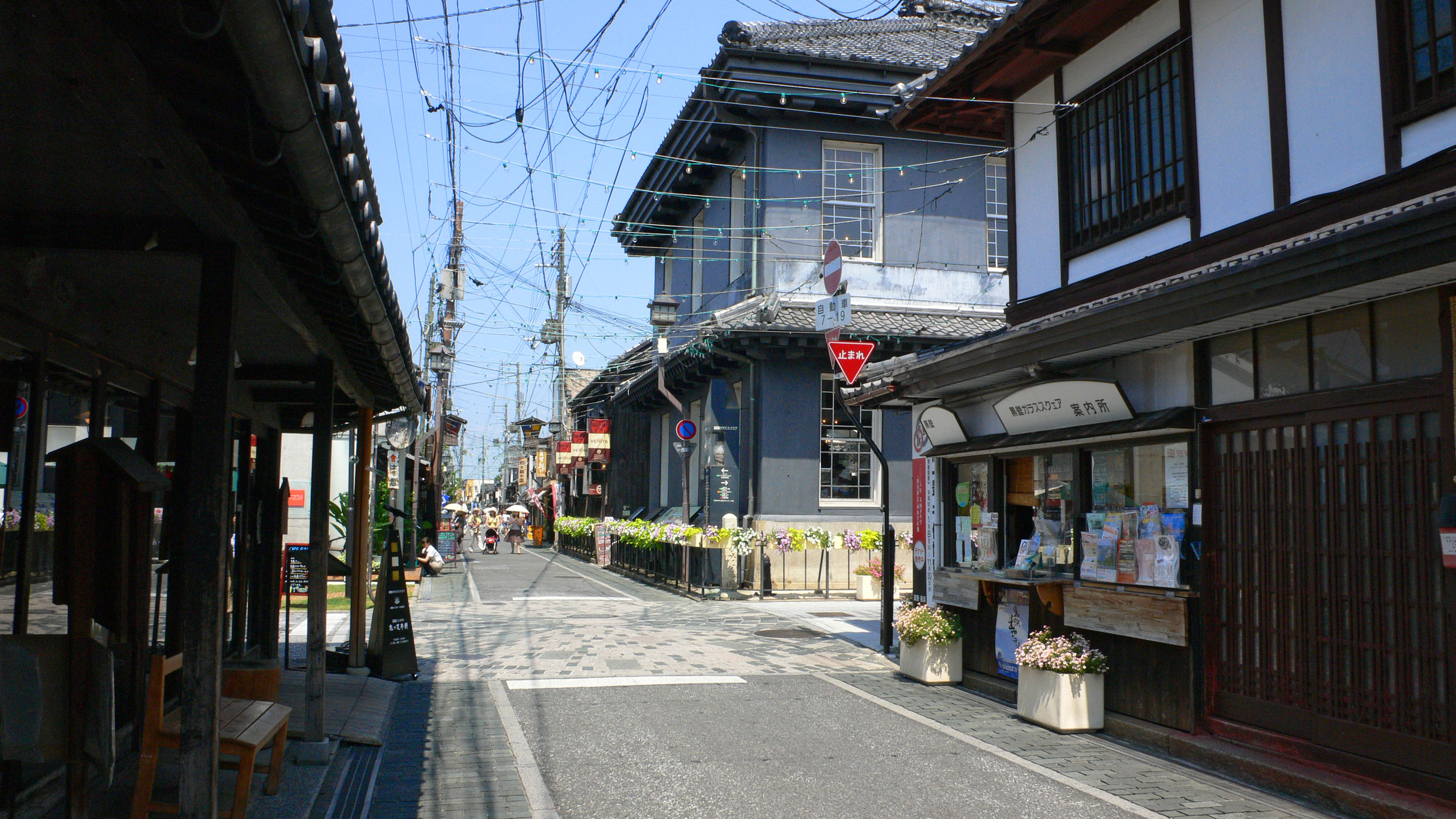
黒壁スクエア
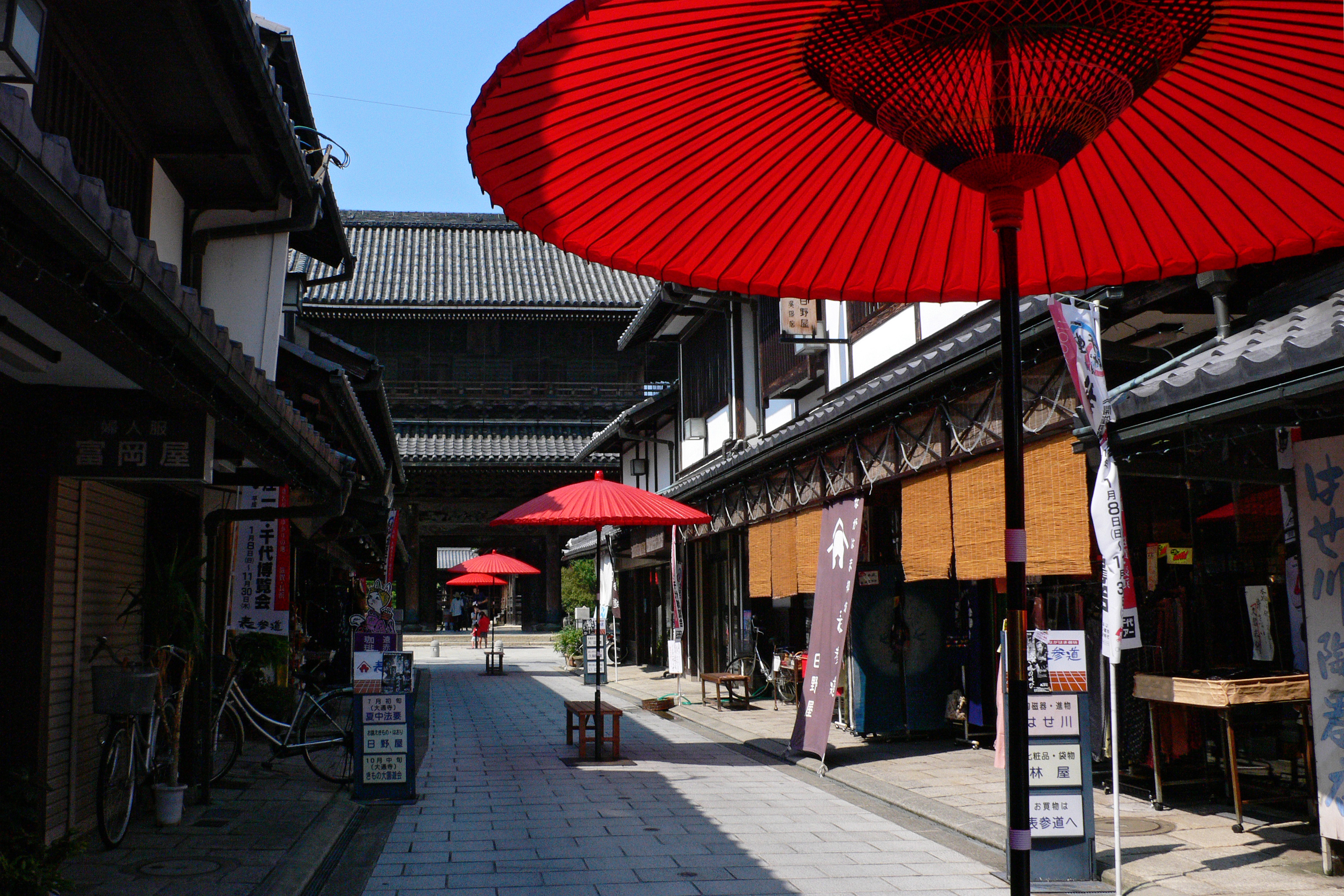
大通寺
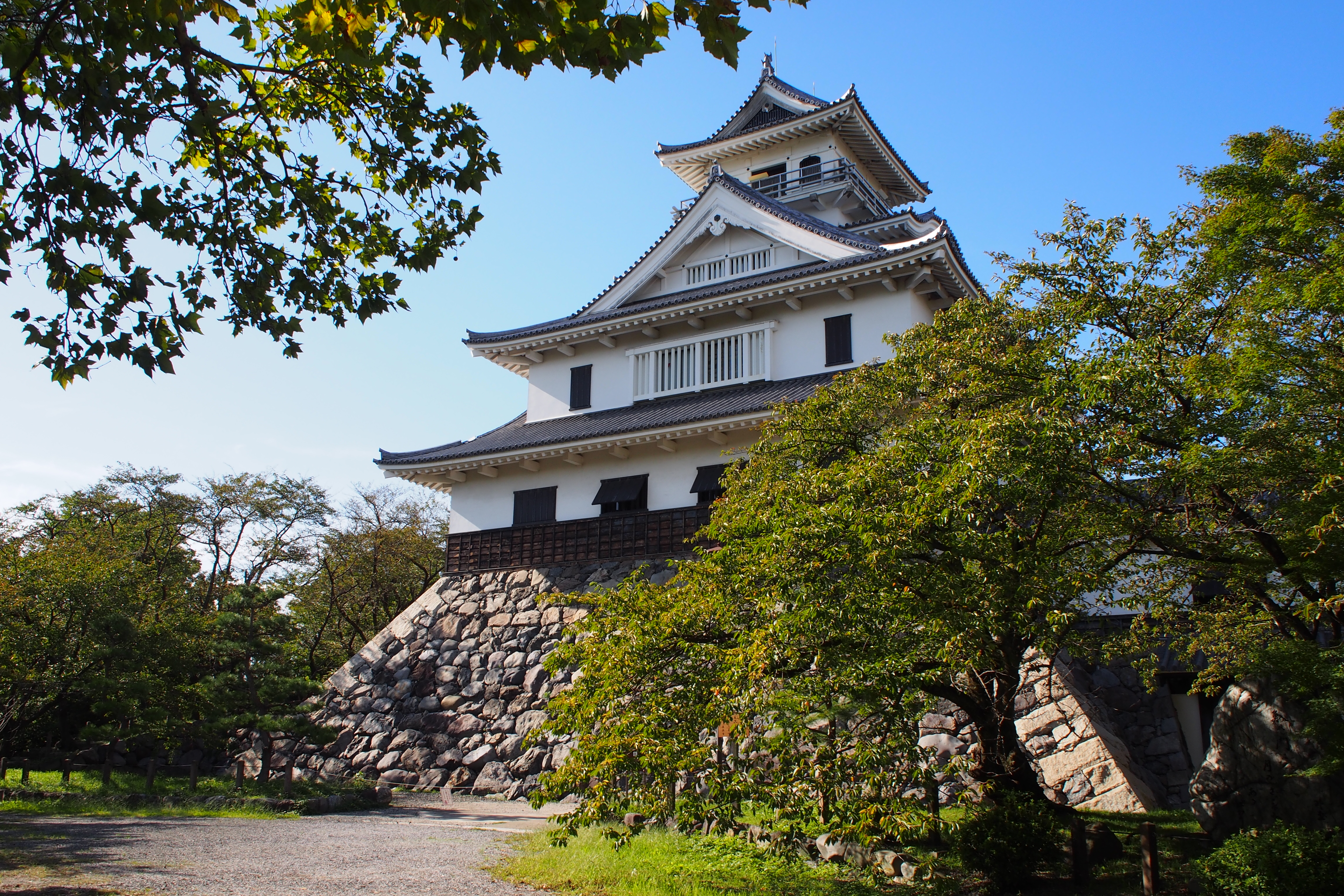
長浜城

## 利用状況
新快速の運転区間が当駅まで延長されて以降、京都・大阪方面への通勤・通学客が増加している。
「滋賀県統計書」によると、1日平均の乗車人員は以下の通りである。JR西日本の移動等円滑化取組報告書によれば、2023年度の1日当たりの利用者数は7,780人。北陸本線の途中駅では最も多く、全体でも米原駅（他社からの乗り換え客を含む）に次いで第2位である。東海道本線や北陸本線（一部）の愛称である琵琶湖線（米原 - 京都間・米原 - 長浜間）の新快速停車駅では、各駅停車区間の坂田、田村に次いで乗車人員が少なく、2021(令和3)年10月ダイヤ改正で一部の新快速が長浜発着から米原発着へ短縮された。
| 年度               | 1日平均 乗車人員 | 増加率 | 出典        |
| ------------------ | ---------------- | ------ | ----------- |
| 1992年（平成04年） | 3,759            |        | [ 統計 2 ]  |
| 1993年（平成05年） | 4,016            | 6.8%   | [ 統計 3 ]  |
| 1994年（平成06年） | 4,096            | 2.0%   | [ 統計 4 ]  |
| 1995年（平成07年） | 4,396            | 7.3%   | [ 統計 5 ]  |
| 1996年（平成08年） | 4,727            | 7.5%   | [ 統計 6 ]  |
| 1997年（平成09年） | 4,547            | -3.8%  | [ 統計 7 ]  |
| 1998年（平成10年） | 4,619            | 1.6%   | [ 統計 8 ]  |
| 1999年（平成11年） | 4,582            | -0.8%  | [ 統計 9 ]  |
| 2000年（平成12年） | 4,621            | 0.9%   | [ 統計 10 ] |
| 2001年（平成13年） | 4,724            | 2.2%   | [ 統計 11 ] |
| 2002年（平成14年） | 4,699            | -0.5%  | [ 統計 12 ] |
| 2003年（平成15年） | 4,689            | -0.2%  | [ 統計 13 ] |
| 2004年（平成16年） | 4,815            | 2.7%   | [ 統計 14 ] |
| 2005年（平成17年） | 4,909            | 2.0%   | [ 統計 15 ] |
| 2006年（平成18年） | 4,996            | 1.8%   | [ 統計 16 ] |
| 2007年（平成19年） | 4,818            | -3.6%  | [ 統計 17 ] |
| 2008年（平成20年） | 4,735            | -1.7%  | [ 統計 18 ] |
| 2009年（平成21年） | 4,611            | -2.6%  | [ 統計 19 ] |
| 2010年（平成22年） | 4,609            | -0.0%  | [ 統計 20 ] |
| 2011年（平成23年） | 4,626            | 0.4%   | [ 統計 21 ] |
| 2012年（平成24年） | 4,496            | -2.8%  | [ 統計 22 ] |
| 2013年（平成25年） | 4,528            | 0.7%   | [ 統計 23 ] |
| 2014年（平成26年） | 4,470            | -1.3%  | [ 統計 24 ] |
| 2015年（平成27年） | 4,562            | 2.1%   | [ 統計 25 ] |
| 2016年（平成28年） | 4,621            | 1.3%   | [ 統計 26 ] |
| 2017年（平成29年） | 4,557            | -1.4%  | [ 統計 27 ] |
| 2018年（平成30年） | 4,507            | -1.1%  | [ 統計 28 ] |
| 2019年（令和元年） | 4,391            | -2.6%  | [ 統計 29 ] |
| 2020年（令和02年） | 3,284            | -25.2% | [ 統計 30 ] |
| 2021年（令和03年） | 3,432            | 4.5%   | [ 統計 31 ] |
| 2022年（令和04年） | 3,723            | 8.5%   | [ 統計 32 ] |

## 駅周辺
当駅周辺は長浜市の中心市街地で、周辺は商業施設や観光施設が集積している。駅前にはロータリーが整備されており、路線バスなどが発着する。
市役所や郵便局・銀行などの公共機関のほか、寺院や博物館・美術館などの観光スポットも多く所在している。
東口
- えきまちテラス長浜
- 長浜市役所
- 真宗大谷派長浜別院大通寺（長浜御坊）
- 長浜信用金庫本店
- 黒壁スクエア
- ヤンマーミュージアム
- 滋賀県道2号大津能登川長浜線
- 滋賀県道509号間田長浜線
- 滋賀県道556号長浜近江線
- 北国街道
- 海洋堂フィギュアミュージアム黒壁龍遊館

西口
- 長浜鉄道スクエア
- 慶雲館
- 豊公園
- 長浜城（長浜城歴史博物館）
- 長浜港
- 長浜太閤温泉
- 滋賀県道2号大津能登川長浜線
- 滋賀県道44号木之本長浜線
- 滋賀県道331号湖北長浜線
- ラ・ムー 長浜店

## バス路線
駅東口のバスロータリーに「長浜駅」停留所があり、湖国バスの各路線が発着する。
| 長浜駅 | 長浜駅     | 長浜駅                                                                      | 長浜駅                                   |
| 乗り場 | 運行事業者 | 系統または路線名・行先                                                      | 備考                                     |
| ------ | ---------- | --------------------------------------------------------------------------- | ---------------------------------------- |
| 1      | 湖国バス   | びわ虎姫線：浅井支所前 / 健康パーク浅井 浅井線：浅井支所前 / 健康パーク浅井 | 「浅井支所前」以遠は高山線に乗り入れる   |
| 2      | 湖国バス   | 木之本田村線：湖北病院 / 市立長浜病院 / 田村駅 伊吹登山口線：伊吹登山口     |                                          |
| 3      | 湖国バス   | 近江長岡線：近江長岡駅 長浜市内循環線：長浜駅                               | 市内循環線：「北回り」と「南回り」を運行 |
| 4      | 湖国バス   | びわ虎姫線・伊吹登山口線：市立長浜病院                                      |                                          |

付記事項
- 駅西口にはデマンドタクシー乗り場（ひょうたんタクシー(32番)[60]、わかあゆタクシー(19番)[61]）とヤンマーミュージアムへの無料送迎バス乗り場がある[62]。しかし、デマンドタクシーは両路線とも事前登録制となっており、予約が無い場合は運行されない。なお、ヤンマーミュージアムへの無料送迎バスは土曜・日曜・祝日しか運行されないが、この送迎バスは予約制ではない[62]。
- 木之本田村線は2022年10月1日のダイヤ改正から運行を開始した[58]。なお、この路線は2022年9月末まで「木之本米原線」として運行していた[63]。

## 隣の駅
西日本旅客鉄道（JR西日本）
 北陸本線（当駅から田村方は  琵琶湖線）
- 特急「しらさぎ」一部停車駅

■臨時快速
通過
■新快速・■普通（普通電車は高槻駅以西は快速となる電車を含む）
虎姫駅 (JR-A08) - 長浜駅 (JR-A09) - 田村駅 (JR-A10)

### かつて存在した路線
逓信省鉄道局（官設鉄道）
東海道線支線
深谷駅 - （春照駅） - （上阪駅） - 長浜駅
春照駅と上阪駅は路線廃止以前に廃駅となっている。

### 記事本文